# Cullinan

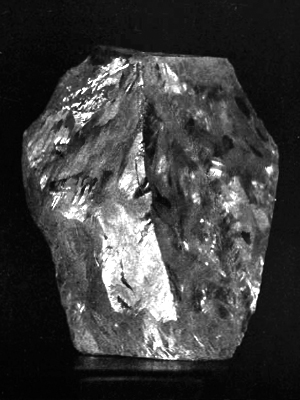
Cullinan (stan surowy)

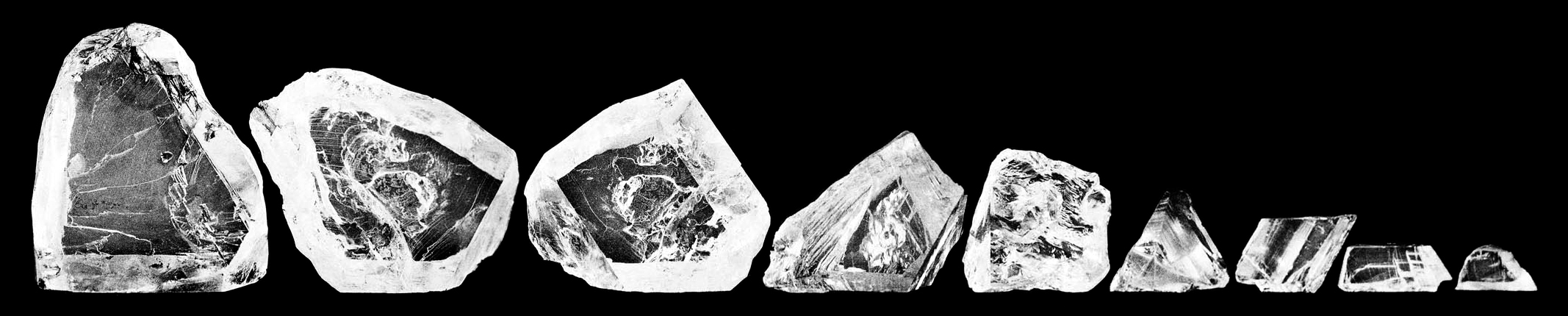
9 największych kamieni uzyskanych z rozdzielenia pierwotnego Cullinana

Cullinan – największy i najczystszy ze znanych historycznych diamentów.

## Historia
Diament został znaleziony 26 stycznia 1905 w kopalni Premier Mine pod Pretorią przez strażnika Fredericka Wellsa.
Pierwotnie miał wymiary 10×6×5 cm i ważył 3106 karatów (621,2 g). Był najprawdopodobniej jeszcze większy – wskazywała na to jego pierwotna postać: nieregularny ośmiościan z widoczną płaszczyzną odłupania. Nazwę Cullinan nadano mu od nazwiska dyrektora angielskiej spółki diamentowej Thomasa Cullinana.
Minerał został zakupiony przez rząd Transwalu za równowartość 150 000 funtów szterlingów i ofiarowany w 1907 roku królowi Edwardowi VII na jego 66. urodziny. Do Londynu Cullinan dotarł zwykłą drogą pocztową, w skromnej paczce ze znaczkiem. Dla odwrócenia uwagi od rzeczywistego diamentu policja zorganizowała głośną inscenizację rozgrywającą się na pokładzie królewskiego okrętu, na którym w zaplombowanym pudle miał być przewożony diament.
Na polecenie króla amsterdamskie przedsiębiorstwo braci Asscher dokonało podziału kamienia oraz jego oszlifowania. 10 lutego 1908 roku Joseph Asscher dokonał mistrzowskiego cięcia, dzięki któremu z bryły uzyskano 9 ogromnych kamieni i 96 mniejszych. Trzech szlifierzy szlifowało pozyskany materiał osiem miesięcy.
Z uzyskanych w 1908 roku brylantów dwa największe kamienie: Cullinan I i Cullinan II król Edward VII kazał umieścić w skarbcu koronnym w Tower w Londynie. W 1937 roku wmontowano je w brytyjskie insygnia państwowe.
Bracia Asscher otrzymali od króla tytułem zapłaty 102 ze 105 kamieni. W 1910 roku małe kamienie odkupił premier Związku Południowej Afryki, Louis Botha, który podarował dwa z nich: księżnej Walii, Marii i królowej Anglii, Aleksandrze.

## Oszlifowane kamienie

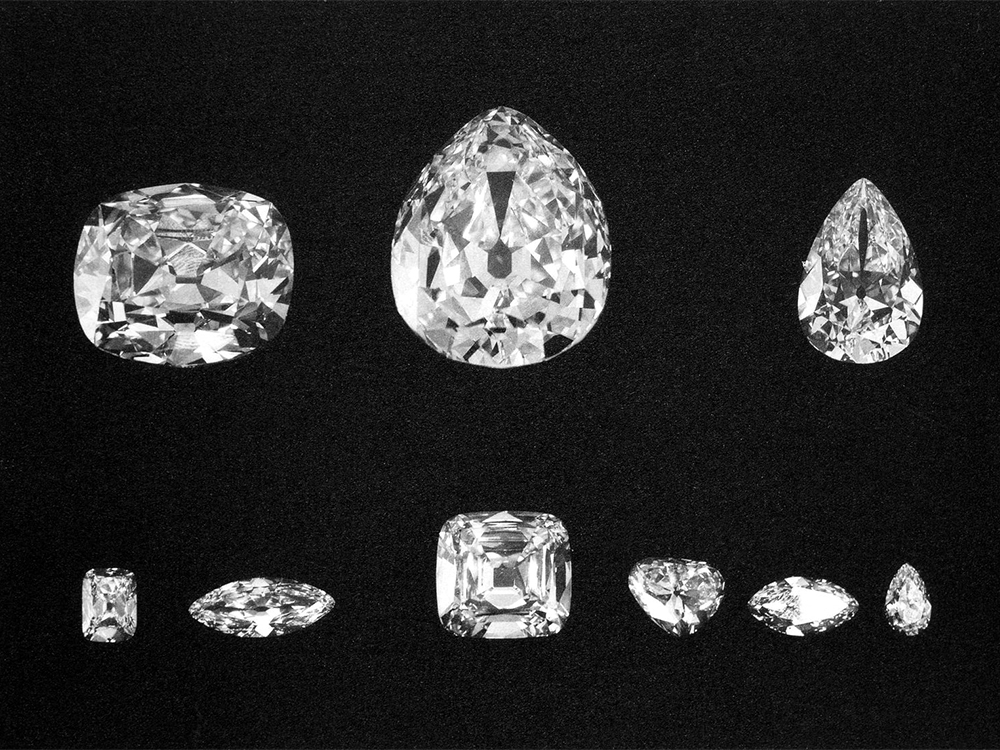
9 oszlifowanych brylantów uzyskanych z Cullinana:
Góra (od lewej):
Cullinan II (Druga Gwiazda Afryki)
Cullinan I (Wielka Gwiazda Afryki)
Cullinan III
Dół (od lewej):
Cullinan VI
Cullinan VIII
Cullinan IV
Cullinan V
Cullinan VII
Cullinan IX

Z diamentu Cullinan uzyskano 105 oszlifowanych kamieni (pot. brylantów) – 9 dużych i 96 mniejszych o łącznej masie 1063,65 karata, co stanowi 34,25% masy początkowej.
Największe brylanty Cullinan to:
- Cullinan I (Wielka Gwiazda Afryki) – 530,2 karata – ma szlif w kształcie kropli i jest największym bezbarwnym szlifowanym diamentem na świecie. Zdobi brytyjskie berło królewskie.
- Cullinan II (Druga Gwiazda Afryki) – 317,4 karata – ma stary szlif brylantowy. Jest umieszczony w brytyjskiej koronie państwowej.
- Cullinan III – 94,4 karata – ma szlif w kształcie kropli. Jest umieszczony w koronie królowej Marii. Wraz z Cullinanem IV stanowią Mniejsze Gwiazdy Afryki
- Cullinan IV – 63,6 karata,
- Cullinan V – 18,5 karata,
- Cullinan VI – 11,5 karata,
- Cullinan VII – 8,8 karata,
- Cullinan VIII – 6,8 karata,
- Cullinan IX – 4,39 karata.